# Кордильєра-де-Карабая
Кордильєра-де-Карабая (ісп. Cordillera de Carabaya) — гірський хребет в центральних Андах на південному заході Перу, між верхів'ями річок басейну Мадре-де-Дьйос і Паукартамбо—Раміс. Довжина близько 300 км, висота до 6384 м (гора Аусанґате). Розчленований глибокими ущелинами річок, має сучасне заледеніння (снігова лінія на висоті близько 5000 м), покритий гірськими вологими тропічними лісами.
| Перу | Це незавершена стаття з географії Перу. Ви можете допомогти проєкту, виправивши або дописавши її. |